# Gestão sistêmica
Trata-se da integração de todas as áreas da empresa, desde a alta gerência até o chão de fábrica assegurando o cumprimento de prazos, manutenção da qualidade, competitividade e equilíbrio de ações de maneira a proporcionar diferencial competitivo garantindo sobrevivência e credibilidade no mercado com visão de futuro.
Este conceito é fundamentado na Teoria geral de sistemas, rompendo barreiras funcionais e gerando melhor visualização dos impactos ocasionados por decisões individuais na organização como um todo, sendo estes positivos ou negativos.
Desta forma a aceitabilidade e adequação do modelo dependem de cada empresa, atuação no mercado e principalmente a cultura organizacional definindo todas as variáveis existentes que possam implicar diretamente na empresa.